# Biến hóa (triết học)
Trong triết học, sự biến hóa (tiếng Anh: becoming) là tính khả năng của sự thay đổi trong một sự vật mà sự vật đấy có tồn tại sự tồn hữu.
Trong nghiên cứu triết học của bản thể luận, khái niệm 'biến hóa' bắt nguồn từ Hy Lạp cổ đại với nhà triết học Heraclitus xứ Ephesus – người sống ở thế kỷ thứ sáu trước Công nguyên – đã nói rằng không có gì trong thế giới này là bất biến ngoại trừ sự thay đổi và sự biến hóa (tức là mọi thứ đều không vĩnh cửu). Ý này được Heraclitus đưa ra với câu nói nổi tiếng "Không ai tắm hai lần trên cùng một dòng sông". Lý thuyết của ông trái ngược hoàn toàn với ý tưởng triết học là tồn hữu, do Parmenides – một triết gia Hy Lạp từ Magna Grecia của nước Ý – biện luận đầu tiên, Parmenides lại tin rằng sự thay đổi hoặc sự "biến hóa" mà chúng ta cảm nhận bằng giác quan của mình đều là giả dối, và rằng có một 'sự tồn hữu hoàn bích và vĩnh hằng' thuần túy – là chân lý tối cùng của sự sống – ở đằng sau tự nhiên. Ý này được Parmenides đưa ra với câu nói nổi tiếng "cái gì có thì có, cái gì không có thì không thể có". Sự biến hóa, cùng với phản đề của nó là sự tồn hữu, là hai trong số các khái niệm nền tảng trong bản thể luận. Các học giả thì nói chung tin rằng hồi đó thì hoặc Parmenides đang ứng đáp với Heraclitus hoặc Heraclitus đang ứng đáp với Parmenides, mặc dù 'ý kiến về việc ai đã ứng đáp với ai' đã thay đổi trong suốt thế kỷ 20.
Trong triết học, từ "biến hóa" dính líu đến một 'khái niệm bản thể luận đặc thù', khái niệm đấy cũng được nghiên cứu bởi 'triết học quá trình' một cách hoàn toàn, hoặc được nghiên cứu liên quan với nghiên cứu của 'thần học quá trình'; và Heraclitus thường được xem là "người sáng lập 'lối tiếp cận quá trình'" do Chủ nghĩa về 'sự hằng lưu mang tính triệt để' của ông.

## Lịch sử
Heraclitus (kh. 535 - kh. 475 TCN) đã nói rất cặn kẽ về sự biến hóa. Ngay sau đó Leucippus xứ Miletus cũng nói tương tự về 'sự biến hóa' giống như sự chuyển động của các nguyên tử.
Plutarchus (De animae procreatione, 5 tr. 1014 A) đã viết về Heraclitus: 
 Cái trật tự phổ quát này – cả thảy nó đều như nhau – không phải do bất kỳ vị thần hay con người nào đã tạo ra, mà nó vốn dĩ đã luôn luôn tồn tại, đang tồn tại, và sẽ là một ngọn lửa không ngừng bừng sáng, nhen nhóm chính nó bằng các phương cách quy củ và lụi tàn cũng bằng các phương cách quy củ.

## Bản thể luận của sự biến hóa
Theo truyền thống, Heraclitus đã viết một chuyên luận về thiên nhiên có tên là "Περὶ φύσεως" ("Perì phýseōs"), "Bàn về Thiên nhiên", trong đó xuất hiện cách ngôn nổi tiếng πάντα ῥεῖ (panta rhei) được dịch theo nghĩa đen là "cả thảy dòng chảy [như một dòng sông], "hay theo nghĩa bóng là "mọi thứ đều chảy, không gì đứng yên cả". Khái niệm "biến hóa" trong triết học được kết nối với hai thứ khác: sự chuyển động và sự tiến hóa, vì 'sự biến hóa' giả định một sự "thay đổi thành" và một sự "chuyển động tới". Biến hóa là quá trình hoặc trạng thái của 'thay đổi' và 'xảy đến' trong thời gian và không gian.

## Nietzsche bàn về sự biến hóa
Nhà triết học người Đức Friedrich Nietzsche đã viết rằng Heraclitus "sẽ mãi mãi đúng với quyết ngôn của ông rằng 'tồn hữu' là một điều hư cấu rỗng tuếch". Nietzsche đã phát triển tầm nhìn về một thế giới hỗn loạn trong 'sự thay đổi và sự biến hóa' mang tính vĩnh cửu. 'Trạng thái biến hóa' không tạo ra các thực thể mang tính cố định, như là tồn hữu, chủ thể, khách thể, thực chất, sự vật. Những khái niệm sai lầm này là những sai lầm tất yếu mà ý thức và ngôn ngữ mướn dùng nhằm để diễn giải sự hỗn loạn của 'trạng thái biến hóa'. Sai lầm của các nhà triết học Hy Lạp là làm sai lệch chứng tri của các giác quan và phủ định bằng chứng về 'trạng thái biến hóa'. Bằng cách mặc nhận sự tồn hữu mới là hiện thực nằm dưới thế giới, họ đã kiến tạo một "thế giới bên kia" thoải mái và yên lòng, nơi nỗi kinh hoàng của 'quá trình biến hóa' bị lãng quên, và 'sự trừu tượng trống rỗng của lý trí' xuất hiện như những thực thể vĩnh cửu.